# Isole di Los
Le isole di Los chiamate anche Loos (in francese Îles de Loos) sono un gruppo di piccole isole che si trovano al largo della costa della Guinea, di fronte a Conakry. Il centro principale delle isole è Roume sull'Isola di Roume che prende nome da Ernest Roume, governatore generale dell'Africa Occidentale Francese dal 1902 al 1907. Roume ha ispirato il romanzo del 1883 di Robert Louis Stevenson L'isola del tesoro per il suo ruolo nel commercio degli schiavi.

## Origine del toponimo
Los o Loos deriva dal portoghese idolos. Le isole vennero chiamate così dai portoghesi a causa della popolazione animista.

## Geografia e demografia
Comprendono un territorio di circa 9,5 km² e contano in uno degli ultimi censimenti, circa 2 000 abitanti. Le isole principali sono Tamara e Roume. La lingua inglese è scomparsa all'inizio del XX secolo ed è stata soppiantata dal francese.

## Storia
L'arcipelago venne scoperto dai portoghesi, divenne poi dipendenza del Regno Unito fino al 1904, quando passò alla Francia in cambio dei diritti di pesca al largo del Dominion di Terranova. Dal 1904 al 1958 ha fatto parte della Guinea francese e dal 1958 della Guinea indipendente.

## Economia
L'economia si fonda sulla bauxite che viene esportata in Canada e sulla pesca, il pesce pescato viene portato nei mercati di Conakry.